# Trespaderne
Trespaderne è un comune spagnolo di 1.046 abitanti situato nella comunità autonoma di Castiglia e León.

## Località
Il comune comprende le seguenti località:
- Arroyuelo
- Cadiñanos
- Palazuelos de Cuesta Urria
- Santotís
- Tartalés de Cilla
- Trespaderne (capoluogo)
- Virués